# 香港のニュータウン

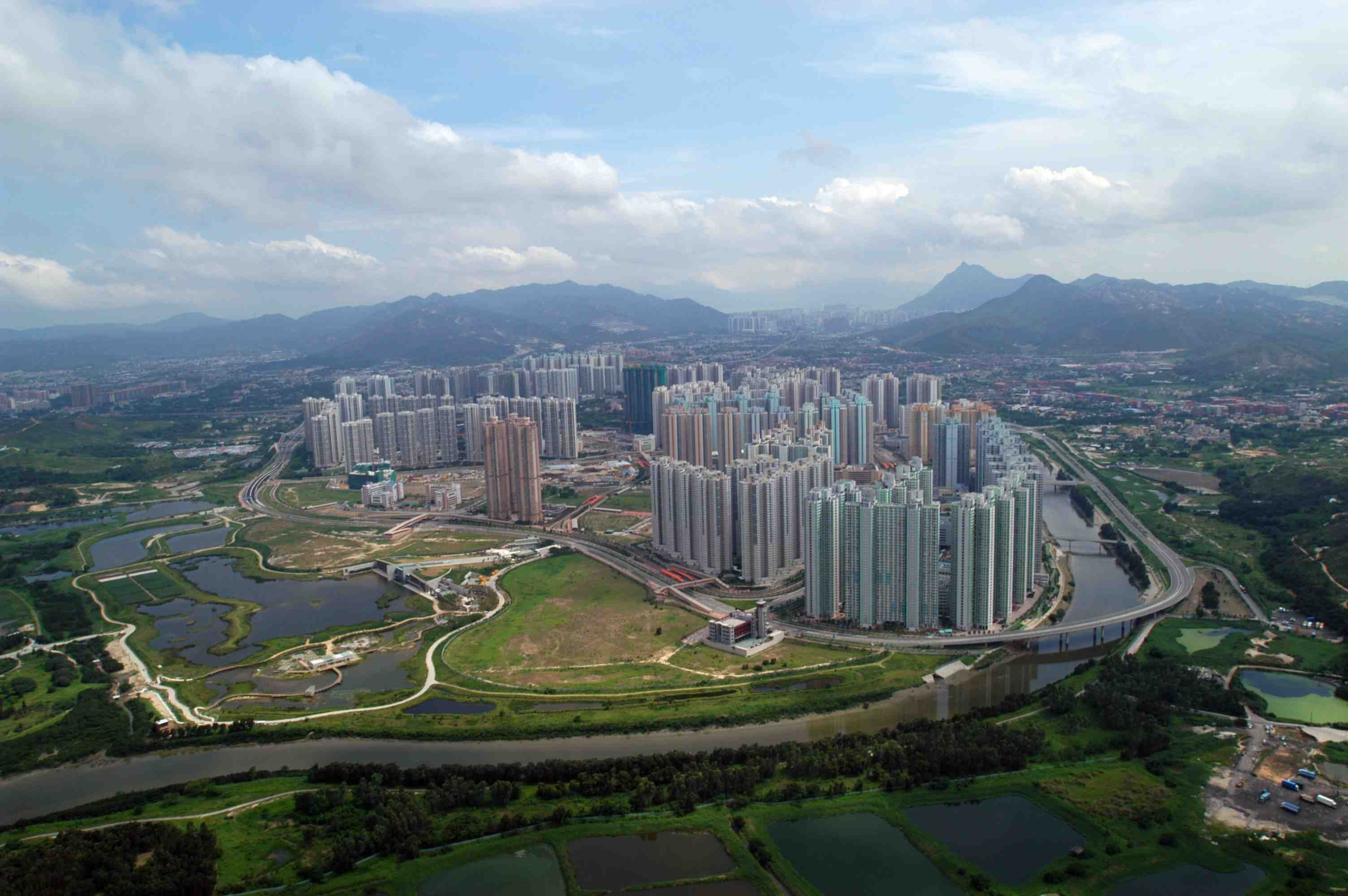
天水囲ニュータウン

香港のニュータウンでは、今日の香港におけるニュータウンについて取り扱う。

## 解説
香港のニュータウンは、急激に増加した人口を収容するため、1950年代から香港政府が開発を始めた。香港がまだイギリスによって租借されていた開発の第一段階では、「衛星都市」と呼ばれる新しい町が開発された。九龍東部に位置する観塘や新界南西部に位置する荃湾は、最初の2つの衛星都市として計画された。このときには、香港の市街地はまだ比較的小さく、九龍半島の中部・西部や香港島の北側に限られていた。華富邨は、香港島南側の遠隔地に、これと似たコンセプトのもと、小さなスケールで建設された。

香港の人口増加

新しい地域の開発計画は、その名称が「ニュータウン」に正式に決定された、60年代後半から70年代にかけて始まった。九龍や香港の多くの平地は既に開発されていたため、政府は、当時大部分が田園地帯だった新界に、ニュータウンを建設することを提案した。荃湾ニュータウン、沙田ニュータウン、屯門ニュータウンが含まれるニュータウン開発の第一段階は、1973年に始まった。これらのニュータウンの成功と経験を積んだことにより、新たなニュータウンの建設が後の数十年間行われた。今までに、9つのニュータウンが建設されており、香港の人口の約半数が、これらの新しく開発された地域に住む。90年代、ランタオ島に北ランタオニュータウンが建設された後、人口増加率が低下し、2000年代にはニュータウン開発のペースも遅くなった。しかし、不動産の強い要望や新しい家を買う住民の困難に応え、香港政府は2010年代にニュータウンを新たに建設し始めることを提案し、実現すれば、個人の不動産や公共住宅をさらに提供ことができるようになる。例えば、洪水橋ニュータウン、古洞ニュータウン、北粉嶺ニュータウンなどが、政府によって提案されており、現在審議中である。

## 交通

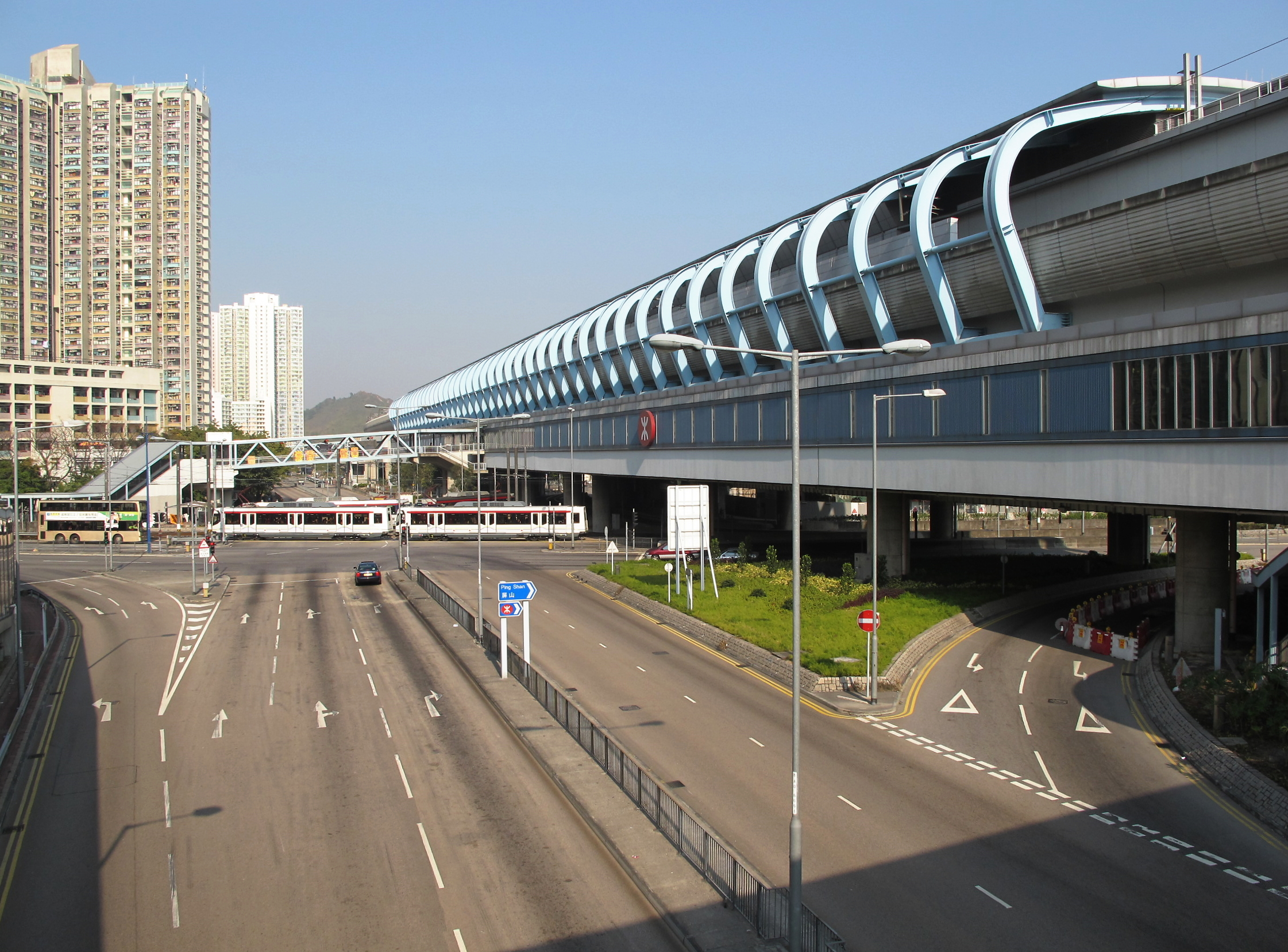
屯馬線天水囲駅

交通機関は、ニュータウンにとって絶対的なものであり、そのためにかなり入念に計画されている。ニュータウンの開発前、新界のほとんどの地域が利便性の悪い状態だったため、新しい道路や高速道路が、ニュータウンと市街地との間の交通を緩和するために建設された。例えば、屯門公路や吐露港公路は、70年代後半から80年代初頭にかけて、西新界・東新界のニュータウンと九龍を結ぶために建設された、主要な高速道路である。トンネル（獅子山トンネル、大老山トンネルなど）や橋（青衣大橋など）も所要時間を短縮するために建設された。
多くのニュータウンの計画には、鉄道の新設も伴っている。荃湾ニュータウン、将軍澳ニュータウン、ランタオ島にはMTR駅が、馬鞍山には馬鞍山線（現在の屯馬線）がそれぞれ造られていた。九広鉄路は、粉嶺・上水ニュータウン、大埔ニュータウン、沙田ニュータウンへ便利な交通手段を供給するため、80年代中頃に電化された。依然として、市街地へ直通する鉄道路線が存在しなかった新界西部のニュータウンは、軽鉄によって連絡されていた。鉄道線がなく、屯門公路や青山公路が新界西部と九龍間のみを結んでいるという理由から、これらのニュータウンと市街地の間の道路は、以前、交通量が激しく、重大な交通渋滞が毎日続いていた。しかし、1998年に大欖トンネルが開通したことで、この問題は改善された。さらに、2003年にはKCR西鉄線（現・屯馬線）が開通し、新界のニュータウンは、最終的に市街地への直通鉄道路線で結ばれた。

## 現存するニュータウン
| ニュータウン           | 開発年                                    | 人口（2012年現在） | 面積 (km²) | 人口密度 (人/km²) | 行政区         |
| ---------------------- | ----------------------------------------- | ------------------ | ---------- | ----------------- | -------------- |
| 荃湾ニュータウン       | 1959年（衛星都市） 1961年（ニュータウン） | 856,000            | 24.00      | 32,300            | 荃湾区・葵青区 |
| 沙田ニュータウン       | 1973年                                    | 636,000            | 35.87      | 18,000            | 沙田区         |
| 屯門ニュータウン       | 1973年                                    | 486,000            | 19.00      | 25,710            | 屯門区         |
| 大埔ニュータウン       | 1976年                                    | 265,000            | 12.70      | 22,200            | 大埔区         |
| 粉嶺・上水ニュータウン | 1973年                                    | 244,300            | 7.80       | 31,300            | 北区           |
| 元朗ニュータウン       | 1977年                                    | 148,000            | 11.70      | 18,000            | 元朗区         |
| 将軍澳ニュータウン     | 1982年                                    | 372,000            | 10.05      | 34,800            | 西貢区         |
| 天水囲ニュータウン     | 1987年                                    | 288,000            | 4.30       | 63,000            | 元朗区         |
| 北ランタオニュータウン | 1996年                                    | 78,000             | 8.30       | 9,700             | 離島区         |

## ギャラリー

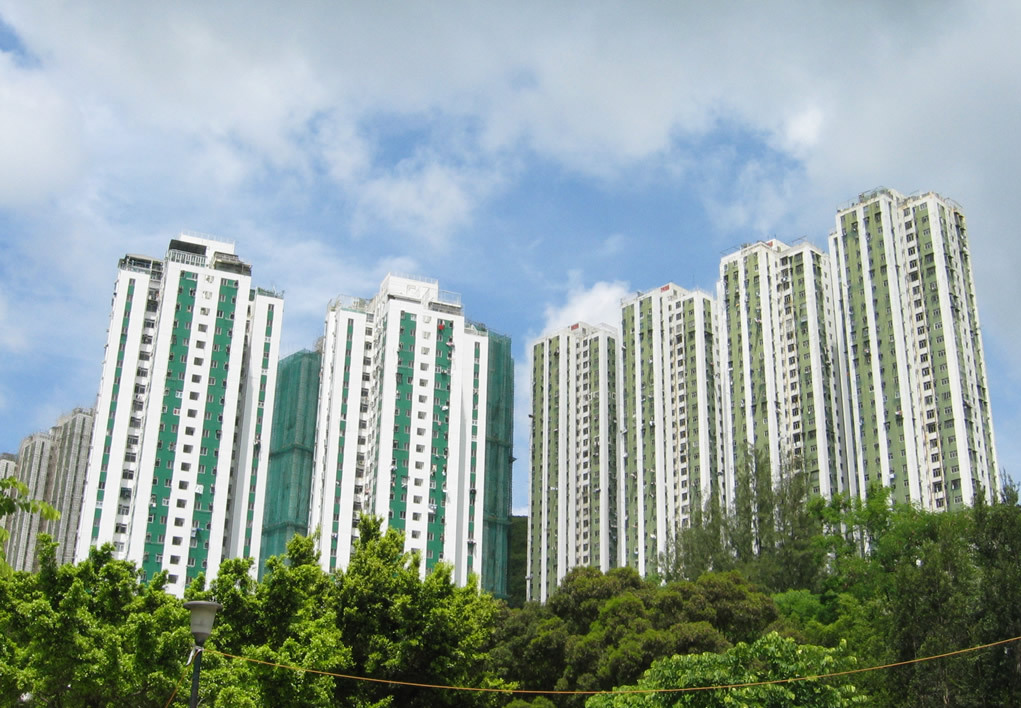
荃湾ニュータウン
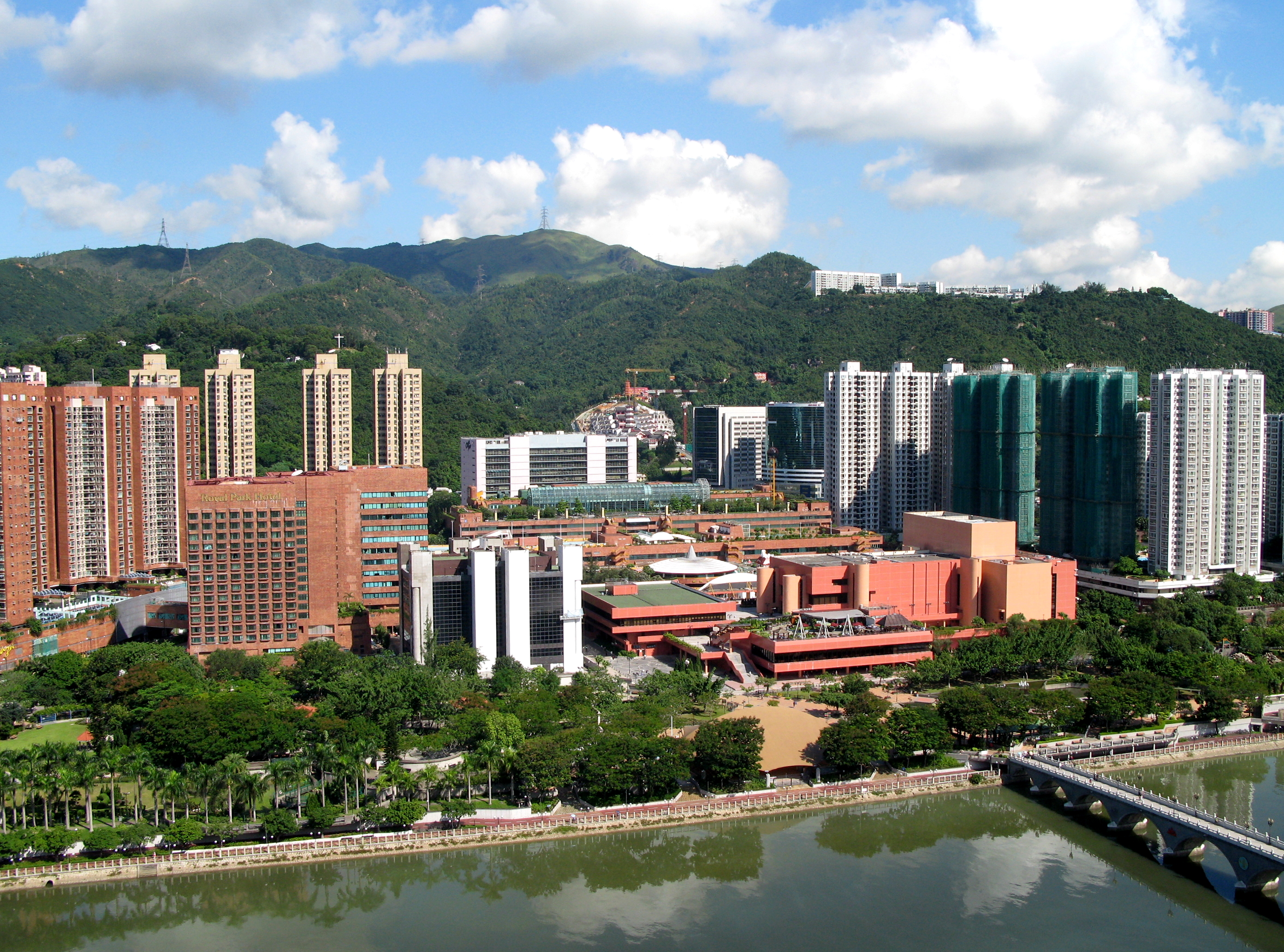
沙田ニュータウン
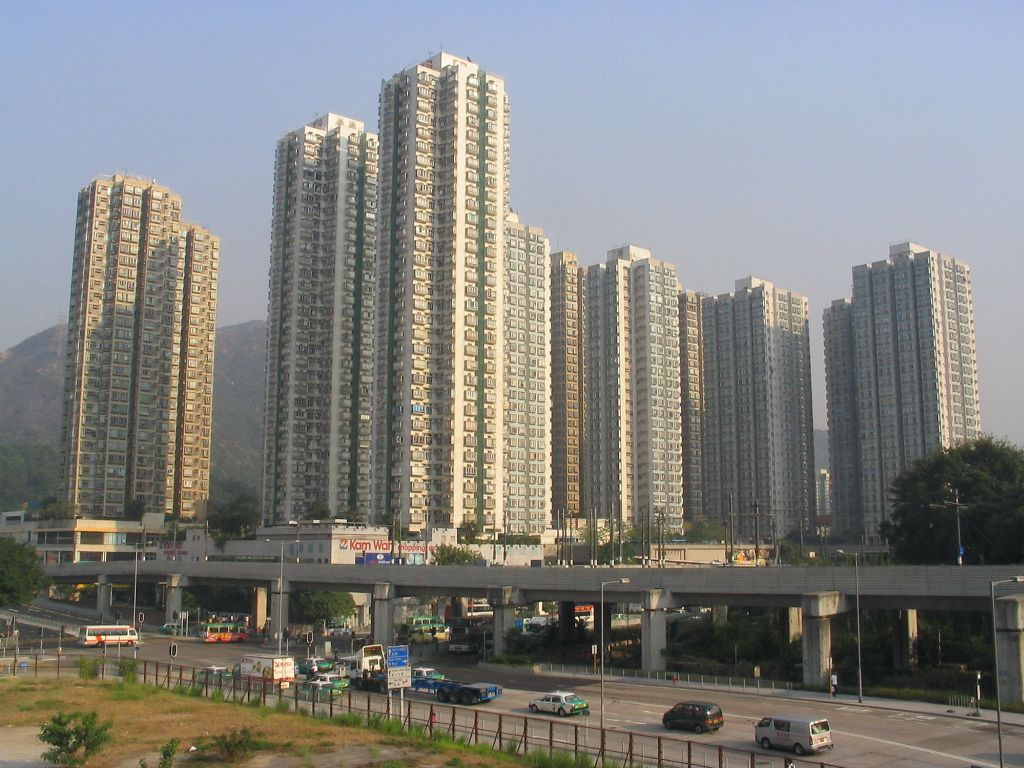
屯門ニュータウン
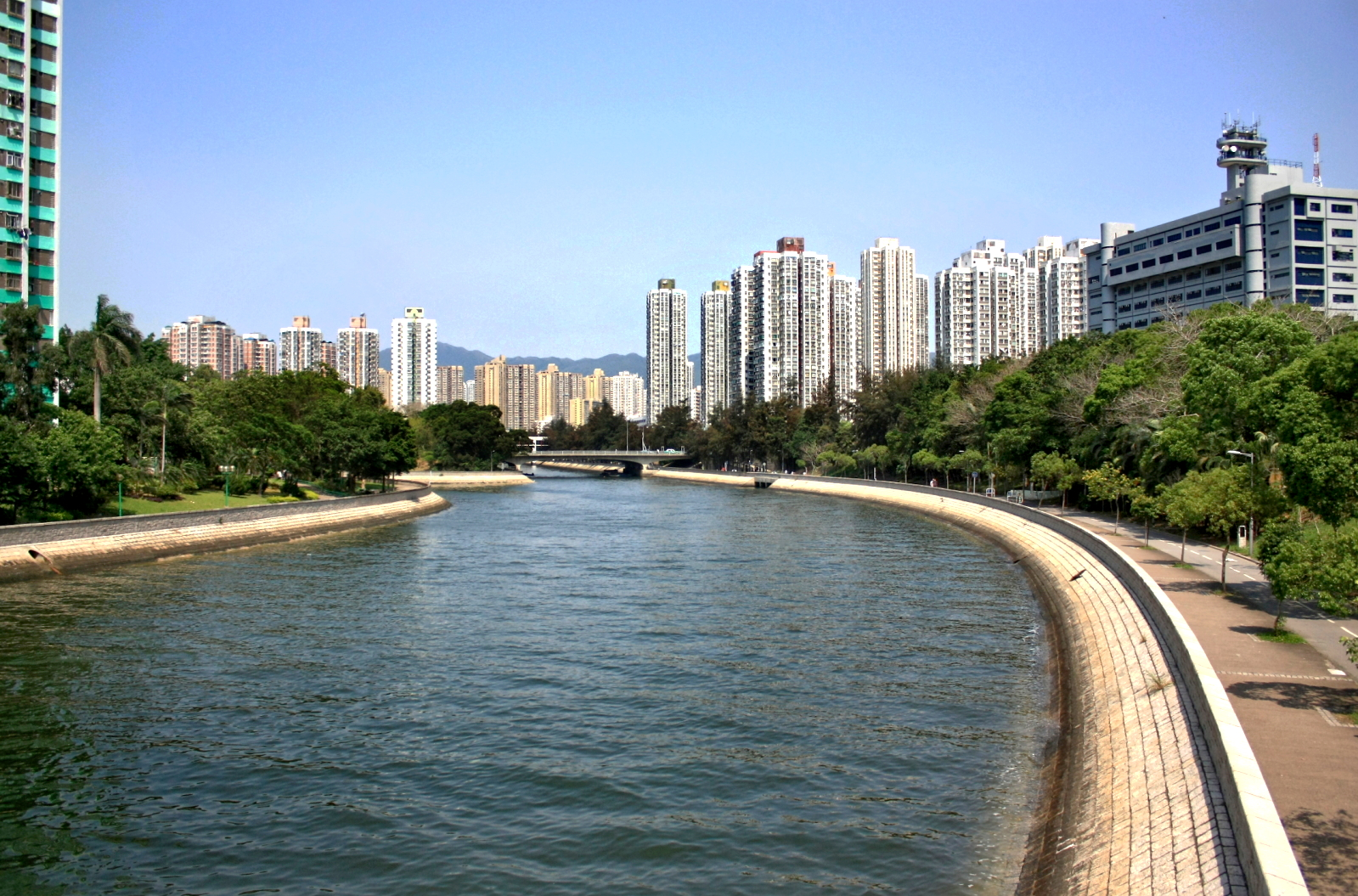
大埔ニュータウン
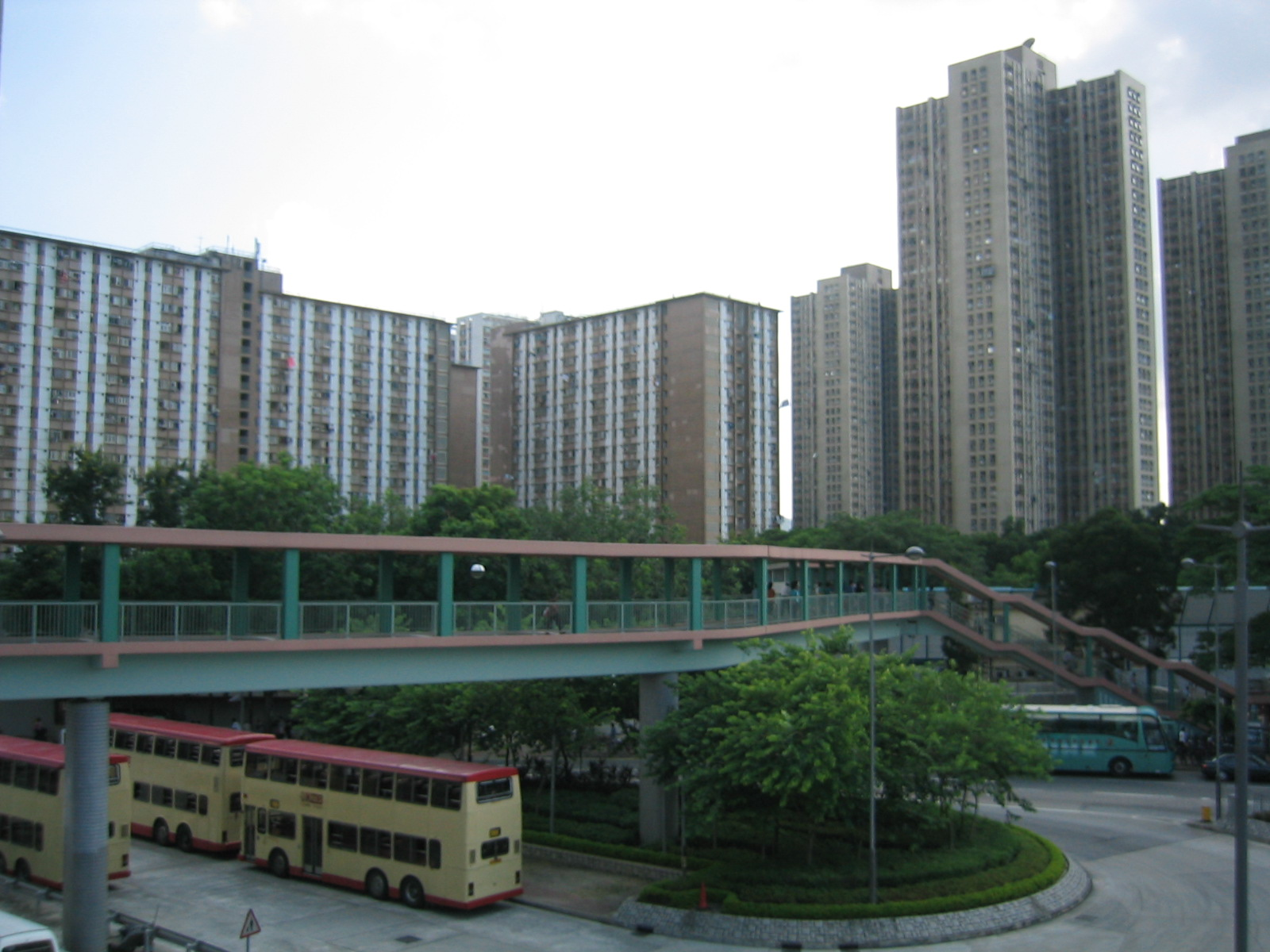
粉嶺・上水ニュータウン
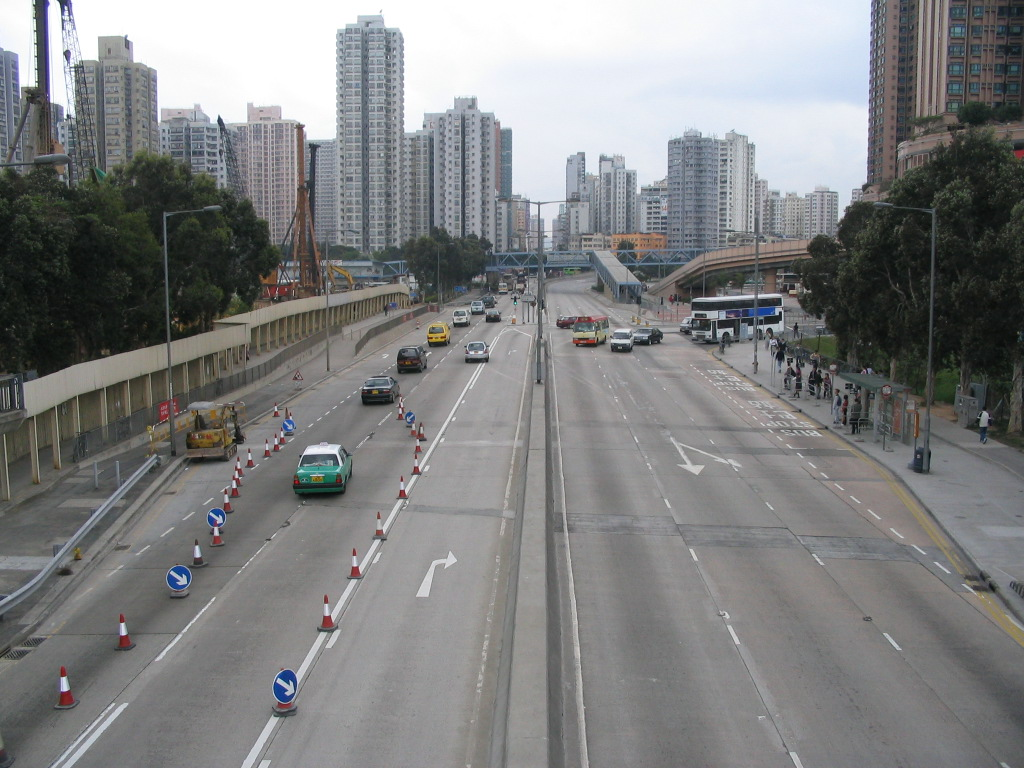
元朗ニュータウン
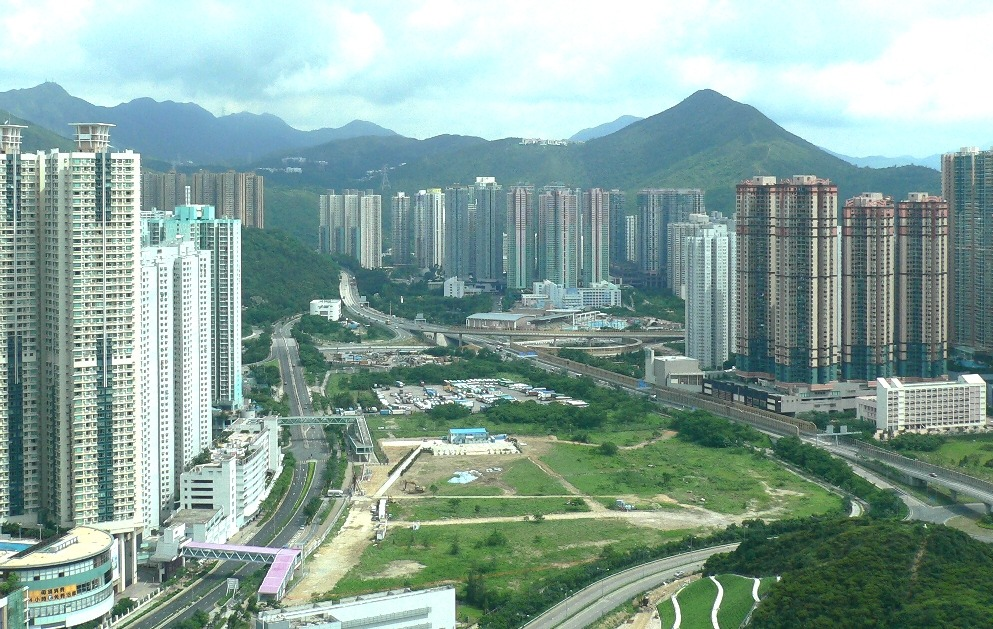
将軍澳ニュータウン
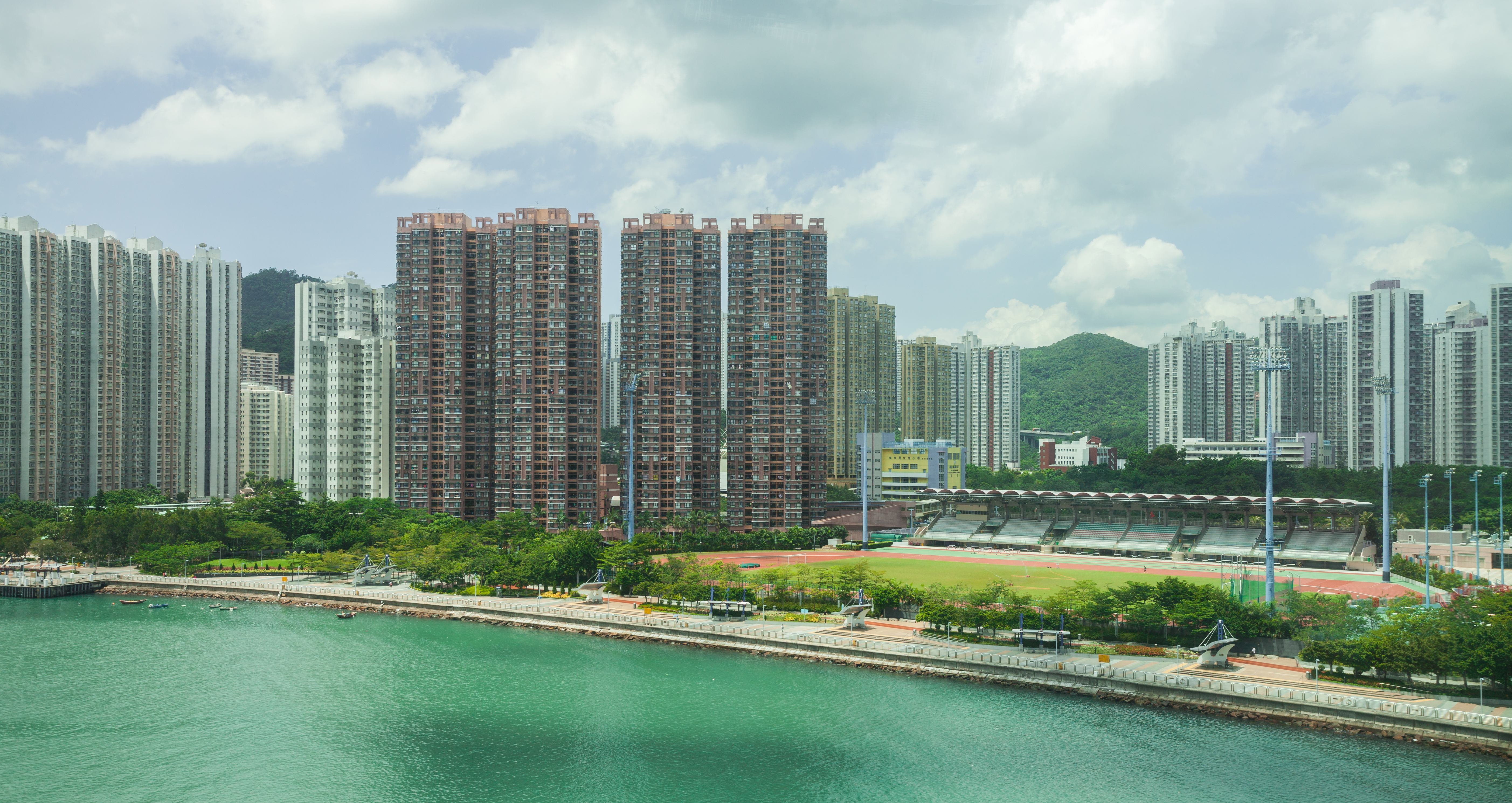
北ランタオニュータウン

## 計画中のニュータウン
| ニュータウン             | 行政区 | 備考 |
| ------------------------ | ------ | ---- |
| 洪水橋ニュータウン       | 元朗区 |      |
| 古洞ニュータウン         | 北区   |      |
| 北粉嶺ニュータウン       | 北区   |      |
| 坪輋・打鼓嶺ニュータウン | 北区   | 保留 |

## 計画中のニュータウンの拡張
| 場所             | 拡張ニュータウン   | 行政区 |        |
| ---------------- | ------------------ | ------ | ------ |
| 白石角           | 大埔ニュータウン   | 大埔区 |        |
| 南将軍澳・百勝角 | 将軍澳ニュータウン | 西貢区 |        |
| 獅子山           | 沙田ニュータウン   | 沙田区 | 沙田区 |
| 蔚林居           | 沙田ニュータウン   | 沙田区 | 沙田区 |
| 白石・落禾沙     | 沙田ニュータウン   | 沙田区 | 沙田区 |
| 掃管笏           | 屯門ニュータウン   | 屯門区 |        |